# Подлог под Бохорјем
Подлог под Бохорјем (словен. Podlog pod Bohorjem) је насељено место у општини Шентјур, Савињска регија, Словенија.

## Историја
До територијалне реорганизације у Словенији био је у саставу старе општине Шентјур при Цељу.

## Становништво
У попису становништва из 2011. године, Подлог под Бохорјем је имао 61 становника.
| Број становника према пописима | Број становника према пописима | Број становника према пописима |
| ------------------------------ | ------------------------------ | ------------------------------ |
| 1991                           | 2002                           | 2011                           |
| 82                             | 63                             | 61                             |

Напомена: До 1953. исказивано под именом Подлог.